# Neuvy-Sautour
Pour les articles homonymes, voir Neuvy.
Neuvy-Sautour est une commune française située dans le département de l'Yonne en région Bourgogne-Franche-Comté. À égale distance d'Auxerre et de Troyes sur l'axe très fréquenté qu'est la Nationale 77 reliant notamment les deux autoroutes A6 (à hauteur d'Auxerre) et A5 (à hauteur de Troyes), elle se trouve à environ 170 km de Paris.

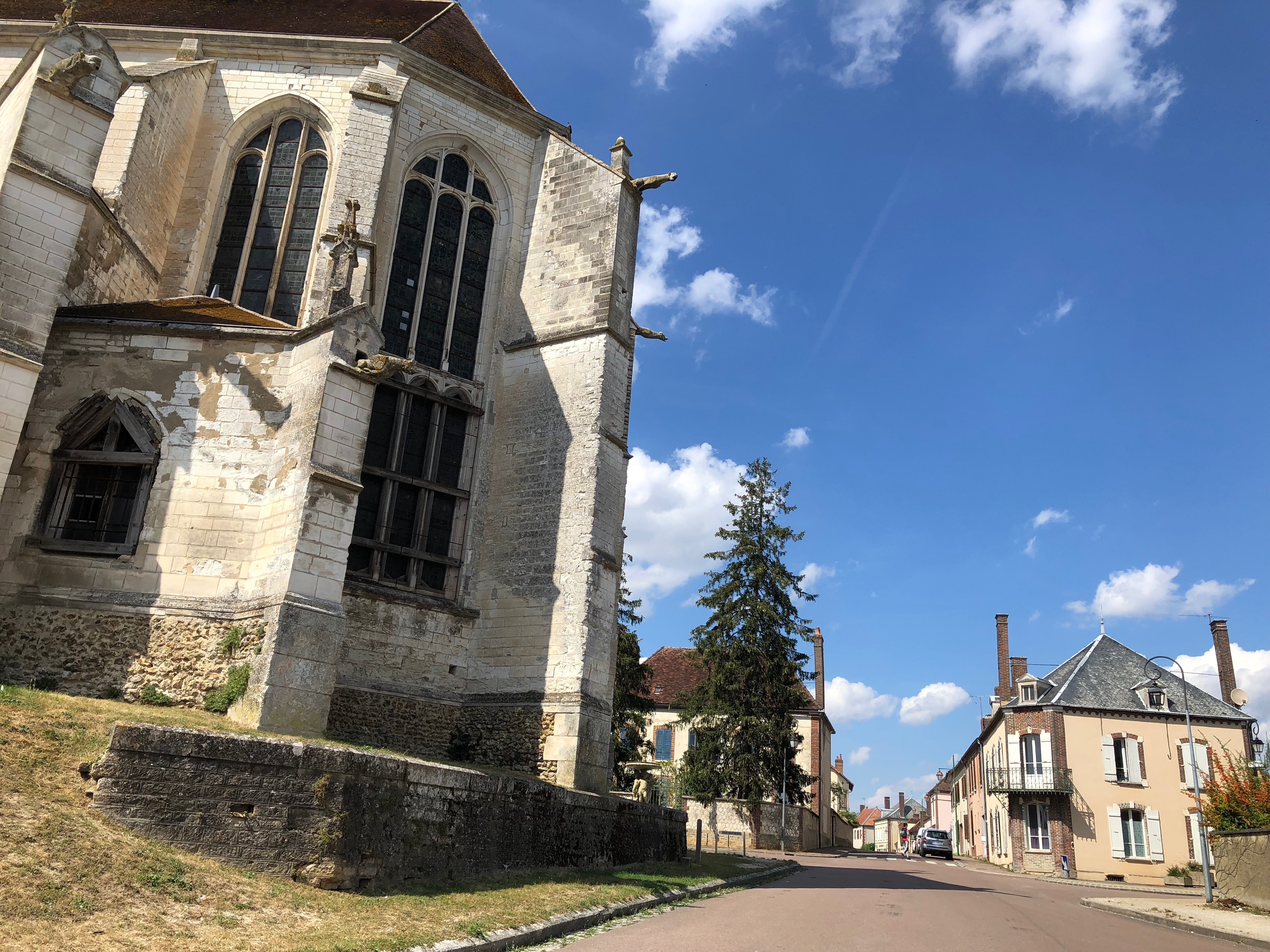
Le chevet de l'église et la Grande rue, vus du haut de la rue du Four

## Géographie
Neuvy-Sautour se situe à la limite des départements de l'Yonne et de l'Aube, au pied de la forêt d'Othe, tout au sud de l'arc de la Champagne crayeuse. Placée en position d'oppidum, elle se développe sur une colline et sur ses pentes tournées vers le sud. La commune rassemble plusieurs hameaux autour de Neuvy-Sautour proprement dit : La Vallée qui jouxte Neuvy, Courcelles et Chainq vers le sud-ouest, Boulay et Le Bois-Brûlé.

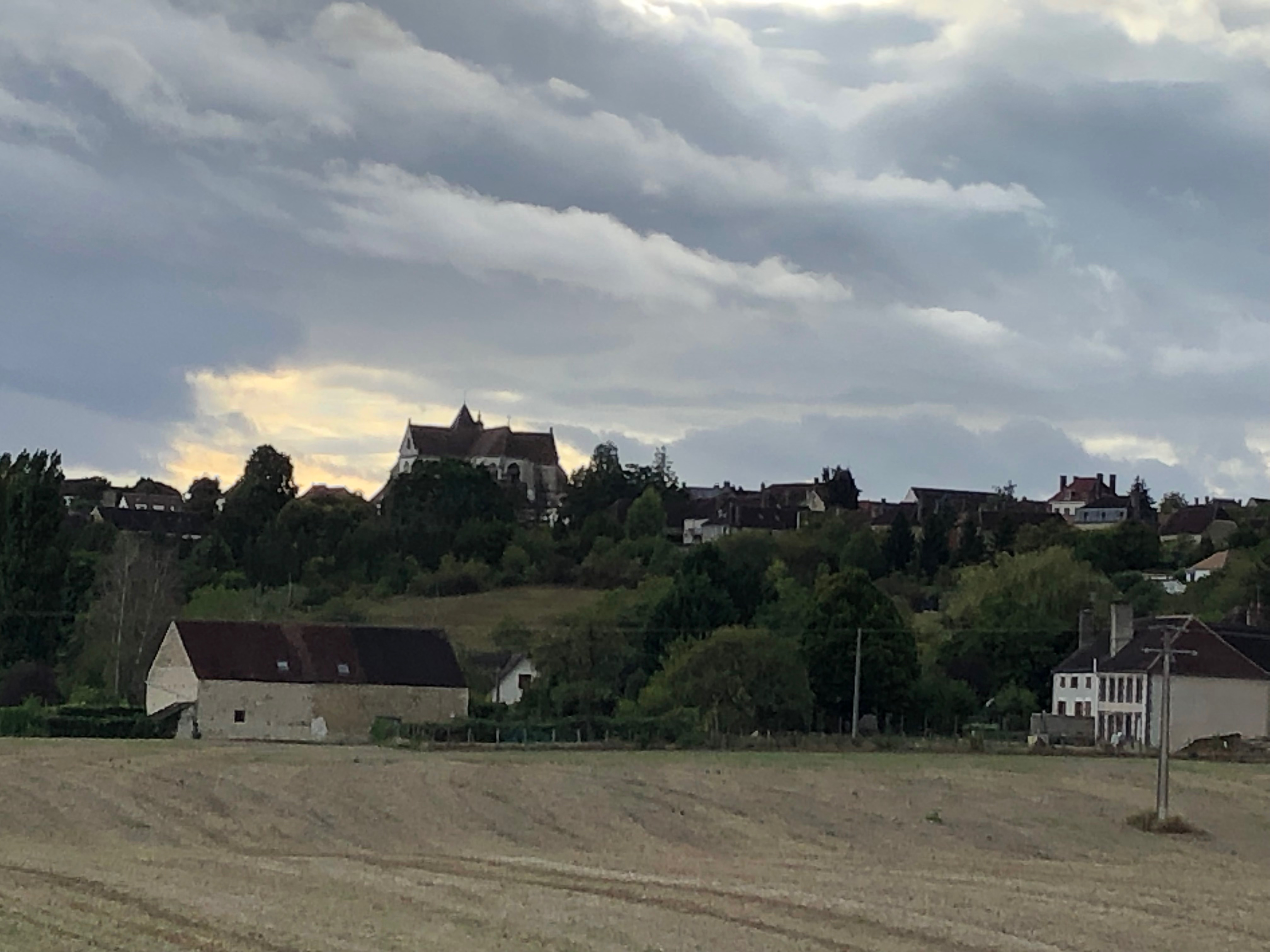
Le village sur sa colline vu depuis La Vallée. Au premier plan, l'ondulation du sol dans le champ correspond à la trace de la motte castrale du château de Sautour

Le paysage est composé presque entièrement de larges champs ouverts tandis que village et hameaux sont au contraire largement arborés. Quelques ruisseaux au pied du plateau rejoignent l'Armance vers Beugnon ou Saint-Florentin : rau des Bars et ru de Charot vers Courcelles, ruisseau de La Vallée, ru du Tourbouilly à Boulay.

### Climat
Pour des articles plus généraux, voir Climat de la Bourgogne-Franche-Comté et Climat de l'Yonne.
En 2010, le climat de la commune est de type climat océanique dégradé des plaines du Centre et du Nord, selon une étude du Centre national de la recherche scientifique s'appuyant sur une série de données couvrant la période 1971-2000. En 2020, Météo-France publie une typologie des climats de la France métropolitaine dans laquelle la commune est exposée à un climat océanique altéré et est dans la région climatique  Lorraine, plateau de Langres, Morvan, caractérisée par un hiver rude (1,5 °C), des vents modérés et des brouillards fréquents en automne et hiver. 
Pour la période 1971-2000, la température annuelle moyenne est de 10,5 °C, avec une amplitude thermique annuelle de 16,1 °C. Le cumul annuel moyen de précipitations est de 744 mm, avec 12,7 jours de précipitations en janvier et 7,6 jours en juillet. Pour la période 1991-2020, la température moyenne annuelle observée sur la station météorologique de Météo-France la plus proche, « Chessy-les-Pres_sapc », sur la commune de Chessy-les-Prés à 9 km à vol d'oiseau, est de 11,2 °C et le cumul annuel moyen de précipitations est de 756,5 mm. 
La température maximale relevée sur cette station est de 41,4 °C, atteinte le 25 juillet 2019 ; la température minimale est de −22,2 °C, atteinte le 2 janvier 1997,,. 
Les paramètres climatiques de la commune ont été estimés pour le milieu du siècle (2041-2070) selon différents scénarios d'émission de gaz à effet de serre à partir des nouvelles projections climatiques de référence DRIAS-2020. Ils sont consultables sur un site dédié publié par Météo-France en novembre 2022.

## Urbanisme

### Typologie
Au 1er janvier 2024, Neuvy-Sautour est catégorisée commune rurale à habitat dispersé, selon la nouvelle grille communale de densité à sept niveaux définie par l'Insee en 2022.
Elle est située hors unité urbaine. Par ailleurs la commune fait partie de l'aire d'attraction de Saint-Florentin, dont elle est une commune de la couronne,. Cette aire, qui regroupe 19 communes, est catégorisée dans les aires de moins de 50 000 habitants,.

### Occupation des sols
L'occupation des sols de la commune, telle qu'elle ressort de la base de données européenne d’occupation biophysique des sols Corine Land Cover (CLC), est marquée par l'importance des territoires agricoles (94 % en 2018), une proportion sensiblement équivalente à celle de 1990 (94,2 %). La répartition détaillée en 2018 est la suivante : terres arables (79,6 %), zones agricoles hétérogènes (11,7 %), zones urbanisées (3,3 %), prairies (2,7 %), forêts (2,7 %).
Il est possible de comparer l’évolution dans le temps de l’occupation des sols de la commune (ou de territoires à des échelles différentes) grâce à l'outil en ligne Géoportail, fourni par l'IGN. Plusieurs époques sont accessibles sous forme de cartes ou photos aériennes : la carte de Cassini (XVIIIe siècle), la carte d'état-major (1820-1866) et la période actuelle (1950 à aujourd'hui). De même, les Archives départementales de l'Yonne donnent accès à au cadastre de la commune à différentes périodes depuis 1806.

### Économie locale
Neuvy-Sautour possède plusieurs entreprises. La plus ancienne est l'usine de thermoformage de la SCOT à La Vallée. Il s'agissait à l'origine d'une laiterie coopérative. Si son activité a radicalement changé dans les années 1960, elle est restée sur le même site. L'activité agricole est représentée par 110 Bourgogne qui rassemble neuf coopératives et deux unions d'agriculteurs entre l'Yonne et la Côte-d'Or depuis 1990. Les artisans du bâtiment y sont nombreux.
Le village accueille également divers commerces de bouche, un cabinet médical et une pharmacie, un tabac-presse, une jardinerie, un coiffeur. Un mini marché de plein air s'y tient tous les jeudis matin. Il bénéficie enfin d'une agence postale communale.

## Toponymie
Le nom de Neuvy vient du latin noviacum, de novus vicus qui signifie « village neuf », au sens qu'il a été fondé au sommet de la colline au XIIe siècle (1172) alors que Sautour ou Saultour, sis plutôt à l'emplacement actuel de La Vallée, était sensiblement plus ancien.

## Histoire
Les photographies aériennes montrent diverses traces d'occupation des sols remontant à la fin de l'âge du bronze ou à l'âge du fer : elles révèlent au nord de Boulay, vers la forêt d'Othe, des chemins protohistoriques qui ont une direction d'ouest en est et qui longent la cuesta de la forêt d'Othe depuis le confluent de l'Yonne et du Tholon jusqu'à la vallée de la Seine. Ces chemins traversent deux grands ensembles de nécropoles. Le premier, constitué de quinze petits enclos circulaires et d'un enclos quadrangulaire, aux lieux-dits de la Pierre Saint-Martin, des Grands champs ou du Petit noyer, s'étend sur environ 450 mètres. Un peu au nord de la Pierre Saint-Martin, on trouve encore un enclos circulaire et un rectangulaire. Au lieu-dit des Galettes, on trouve enfin la trace d'un habitat protohistorique entouré d'un fossé. Plus au nord, une seconde nécropole comporte 28 enclos circulaires et un en forme de fer à cheval.
La voie romaine menant d'Avrolles (Eburobriga) à Troyes (Augusto-Bona) suit la ligne des crêtes entre Chainq et Boulay comme le montre la carte dressée en 1851 par Victor Petit (1817-1871) pour l'Itinéraire des voies gallo-romaines qui traversent le département de l'Yonne. Elle traverse la commune du sud-ouest au nord-est où elle est conservée sous le chemin dit "des Romains". Plus tardifs, des vestiges de céramique retrouvés non loin de la source de Saint-Symphorien indiquent la présence de plusieurs établissements antiques fréquentés entre le IIe siècle et le VIe siècle.
Jusqu'au XIIe siècle le lieu semble avoir appartenu à l'abbaye de Pontigny qui, en 1202, y nomme seigneur Guerric (ou Guy) de Sutor (1180-1249) compagnon à la croisade de Thibault IV, comte de Champagne et 1er roi de Navarre. Ses successeurs sont les familles de Sautour, puis de Chavigny (ainsi, Jean de Chavigny, seigneur de Soubstour, Neufin et Courcelles fait hommage au Roi de ces seigneuries au XIVe siècle, montrant que les trois seigneuries sont réunies). Saultour est alors une baronnie. La maison des Essarts possède la terre de Sautour au XVIe siècle : Gabrielle des Essarts se disait baronne de Saultour et de Neuvy en 1567. Vingt ans plus tard, François des Essart joue un rôle majeur dans la région pendant les guerres de religion. La fille de celui-ci, Charlotte des Essart, sera la maîtresse d'Henri IV
En 1589, Neuvy-Sautour est directement touché par les guerres de religion. Alors qu'Henri IV devient roi de France, le pays se divise non seulement entre catholiques et protestants mais entre Ligueurs et Royalistes : dans l'Yonne, les Ligueurs sont soutenus par une bonne part du peuple et le clergé tandis que les Royalistes sont soutenus par la noblesse. François des Essarts, seigneur de Saultour et de Neuvy, faisait partie de ceux qui restaient fidèles au roi, comme ceux de Mont-Saint-Sulpice, Villefargeau, Saint-Phalle, La Ferté Loupière, Seignelay et Coulanges sur Yonne, etc.

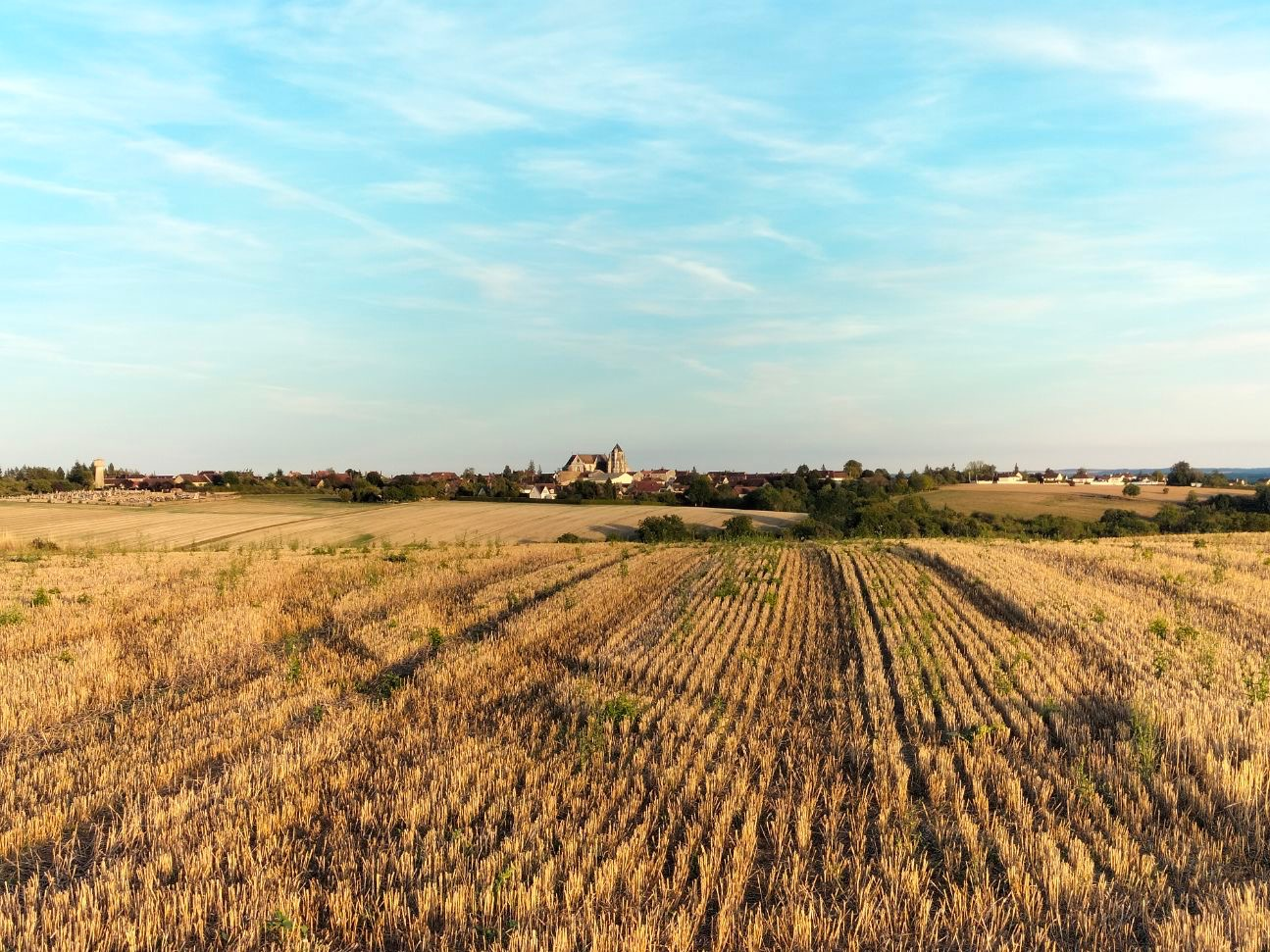
Neuvy-Sautour vu de la route entre Courcelles et Boulay

Le seigneur de Saultour avait pris la place forte de Noyers au nom du roi et y avait laissé une garnison qui prit ensuite Poilly sur Serein. Les Ligueurs d'Auxerre étaient conduits par du Carret, seigneur de Saint-Florentin. Du Carret, appuyé par un millier d'hommes, avait assiégé et pris Coulange-la-Vineuse quand il s'attaqua à Seignelay, Tonnerre où il fut défait, et de là il s'en prit, à Neuvy-Sautour, au manoir de François des Essarts dont il fut repoussé avec perte et fracas. Ce dernier était avec le comte de Tonnerre l'un des chefs les plus intrépides du camp royaliste. Ces deux capitaines semèrent la désolation sur leur passage : autour des vignes de Chablis et d'Auxerre en particulier. En octobre 1589, le baron de Saultour installa son camp près de la forteresse de Dixmont, au monastère de l'Enfourchure, et assiégea le village cinq jours durant. De là, il ravagea la contrée autour de Joigny, faisant moissonner les champs par ses hommes et brûler les bois. Il poursuivit jusque vers Sens et Villeneuve sur Yonne, en octobre il prit Malay-le-Petit et ses moulins, détournant le cours de la Vanne pour immobiliser les moulins de Sens et affamer ses habitants. Le gouverneur de Sens, le Ligueur Harlay de Champvallon, demanda des secours à Troyes et se porta au-devant de François des Essarts qui lui échappa avant de revenir tailler en pièces les forces de la Ligue. Il allait mourir à Troyes en 1590.
En 1720, la baronnie passe à la maison de Vauldrey et Jeanne de Vauldrey, veuve du comte Patrice Wal, maréchal de camp, fut la dernière baronne de Saultour sous l'Ancien régime.
Le château, déjà largement ruiné à la veille de la Révolution française, est vendu comme biens nationaux en 1794.
A la fin du XIXe siècle, c'est un gros bourg rural avec son marché, sa fromagerie et ses nombreux commerces. Neuvy est une halte sur la route menant de Nevers à la frontière belge et comporte ainsi plusieurs hôtels. Neuvy-Sautour est également intégré au réseau ferré et possède alors une gare sur la voie stratégique menant de Saint-Florentin à Troyes. Cette ligne a été fermée en 1996.

## Politique et administration
| Période       | Période  | Identité      | Étiquette | Qualité |
| ------------- | -------- | ------------- | --------- | ------- |
| maire en 1978 | ?        | René Hutin    | RPR       | Médecin |
| mars 2008     | en cours | Patrice Ramon |           |         |

## Démographie
L'évolution du nombre d'habitants est connue à travers les recensements de la population effectués dans la commune depuis 1793. Pour les communes de moins de 10 000 habitants, une enquête de recensement portant sur toute la population est réalisée tous les cinq ans, les populations de référence des années intermédiaires étant quant à elles estimées par interpolation ou extrapolation. Pour la commune, le premier recensement exhaustif entrant dans le cadre du nouveau dispositif a été réalisé en 2005.

En 2022, la commune comptait 881 habitants, en évolution de −4,03 % par rapport à 2016 (Yonne : −1,95 %, France hors Mayotte : +2,11 %).
| 1793  | 1800  | 1806  | 1821  | 1831  | 1836  | 1841  | 1846  | 1851  |
| ----- | ----- | ----- | ----- | ----- | ----- | ----- | ----- | ----- |
| 1 260 | 1 463 | 1 498 | 1 481 | 1 599 | 1 611 | 1 544 | 1 542 | 1 537 |

| 1856  | 1861  | 1866  | 1872  | 1876  | 1881  | 1886  | 1891  | 1896  |
| ----- | ----- | ----- | ----- | ----- | ----- | ----- | ----- | ----- |
| 1 528 | 1 462 | 1 469 | 1 432 | 1 380 | 1 333 | 1 310 | 1 407 | 1 257 |

| 1901  | 1906  | 1911  | 1921 | 1926 | 1931 | 1936 | 1946 | 1954 |
| ----- | ----- | ----- | ---- | ---- | ---- | ---- | ---- | ---- |
| 1 169 | 1 142 | 1 131 | 951  | 936  | 923  | 817  | 897  | 896  |

| 1962 | 1968 | 1975 | 1982  | 1990 | 1999  | 2005 | 2006 | 2010 |
| ---- | ---- | ---- | ----- | ---- | ----- | ---- | ---- | ---- |
| 886  | 831  | 947  | 1 023 | 959  | 1 023 | 983  | 967  | 999  |

| 2015 | 2020 | 2022 | - | - | - | - | - | - |
| ---- | ---- | ---- | - | - | - | - | - | - |
| 918  | 877  | 881  | - | - | - | - | - | - |

## Culture locale et patrimoine

### Lieux et monuments
L'église Saint-Symphorien date du XVIe siècle. De style Renaissance, la construction de la nef remonte à l'an 1500. L'abside et le chœur en 1539 par Claude des Essarts, seigneur de Neuvy et de Sormery, qui avait épousé vers 1530 Gabrielle de Gouffier, fille de Claude de Chauvigny, seigneur de Sautour. La tour de l'escalier, sans doute construite à la même époque, a été réduite de huit pans à quatre par "Hanry Bègne, marchand et marguillier de ceste église" en 1604. Cette même tour porte l'inscription 1762 vers la corniche supérieure, époque où aurait été achevée la toiture du clocher. Très abîmée par un incendie en 1793, pendant la Révolution française, elle a été largement reconstruite entre 1876 et 1880 avant d'être classée Monument historique en 1911. On y conserve une croix de pierre de 1514, haute de près de 10 mètres. Cette croix était installée à l'origine dans une chapelle sur la route menant au hameau de Boulay, près de l'emplacement actuel du cimetière. Brisée en dix-sept morceaux par la chute des murs de cette chapelle, vers 1890, elle a été réédifiée en 1905 dans le transept de l'église, à droite de l'ouverture du chœur.

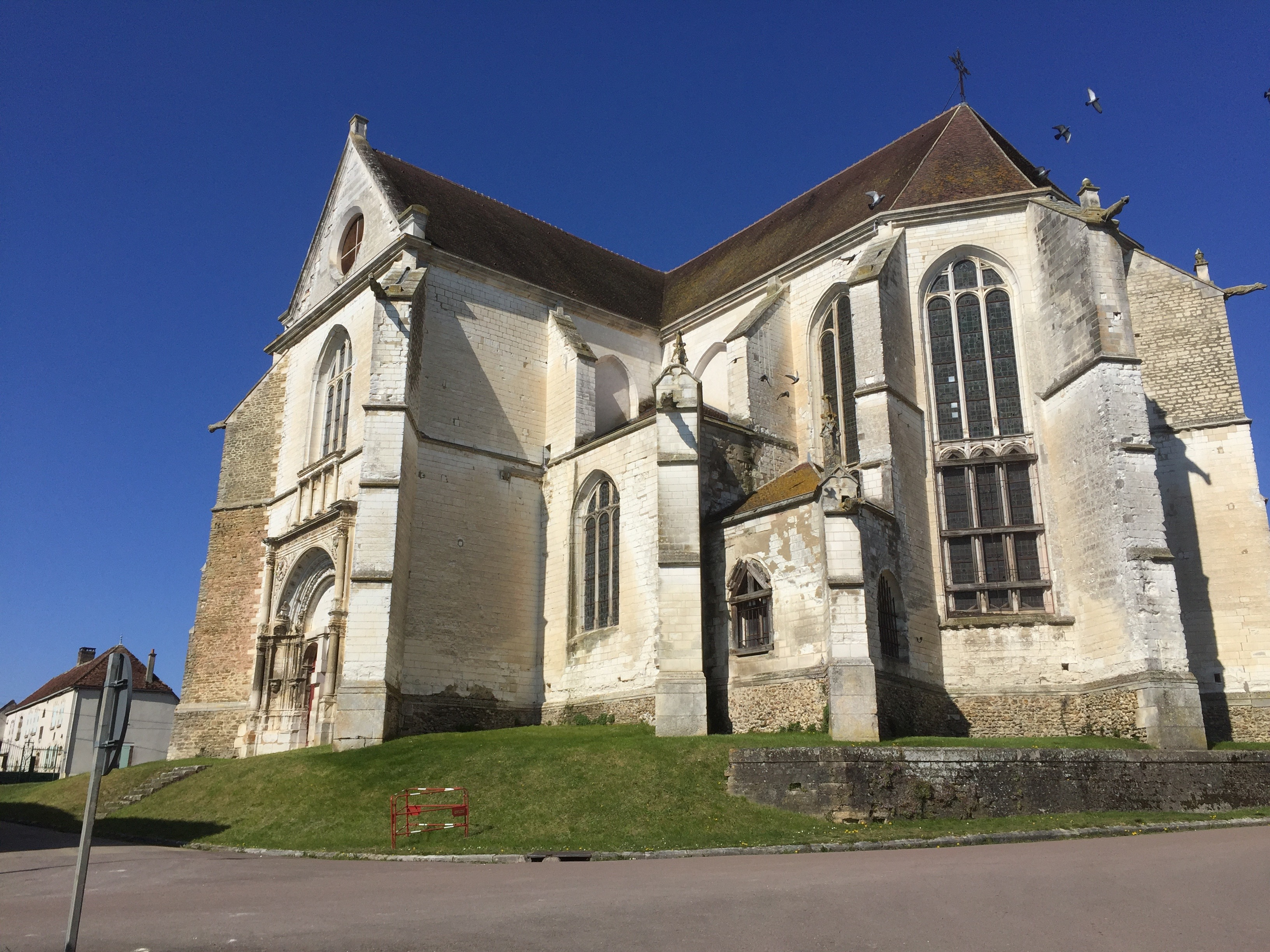
L'église Renaissance de Neuvy-Sautour

Le village comporte quelques belles demeures anciennes mais il ne reste rien en revanche du château de Sautour qui a été entièrement détruit pendant la Révolution. La trace d'une motte castrale subsiste à la sortie de la commune en direction de Racines.
L'office de tourisme de la communauté de communes Serein-Armance a balisé et cartographié plusieurs chemins de randonnées dont un, le circuit des hameaux, trace sa route tout autour de Neuvy et de ses différents hameaux. Dès la sortie du village, il passe par de nombreux  vergers car, comme dans la forêt d'Othe toute proche, Neuvy est dans le pays des pommiers et du cidre. Dans La Vallée, il passe par le lavoir bâti au XIXe siècle.

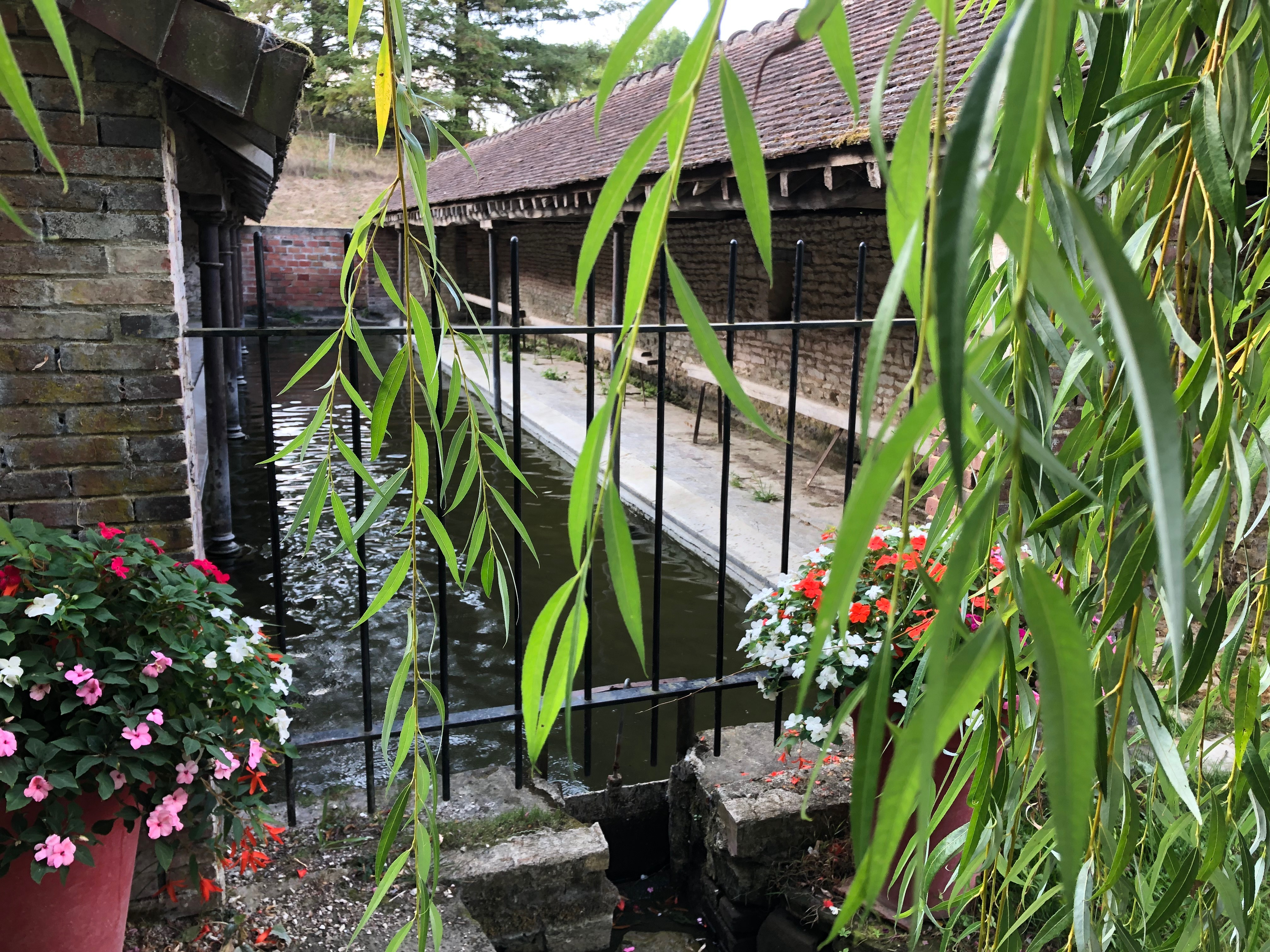
Le lavoir de La Vallée a plus d'un siècle. Il est alimenté par une source régulière, y compris l'été. Le bassin d'une douzaine de mètres est bordé de deux allées couvertes à tuiles et dont les dalles de pierre blanche servaient aux laveuses à frotter le linge. La dernière blanchisseuse du village était encore active à la fin des années 1970.

### Héraldique
| Blason de Neuvy-Sautour | Blason  | Écartelé : au 1er de gueules à trois croissants d'or, au 2e de sinople à une gerbe de cinq épis de blé d'or liés du même, au 3e d'azur à une grappe de raisin tigée et pamprée d'or, au 4e d'argent à la bande de cinq fusées de sable ; sur le tout, de gueules à trois croissants d'argent. |
| Blason de Neuvy-Sautour | Détails | Le premier et le quatrième sont aux armes de la famille des Essarts et Gouffier, qui figurent sur la pierre de fondement de l'abside de l'église. C'est Claude des Essarts au XVIe siècle, qui éleva l'abside et les transepts de l'église de Neuvy. Les cinq épis de blé rappellent l'agriculture, principale composante du paysage avec ses cinq hameaux, le lien qui les unit au bourg. Le raisin rappelle l'importance de la viticulture. Enfin, l'écusson est aux armes de Guy de Sautour, compagnon de Thibault IV de Champagne, ayant participé à la croisade du début du XIIIe siècle. Le statut officiel du blason reste à déterminer. |

## Pour approfondir